# Пушбол
Пушбол (от англ. push — толкать и ball — мяч) — командная игра с мячом, основной особенностью которой является размер мяча, который необходимо толкать для перемещения по полю. Появилась в 1894 году, но значительной известности не получила.

## Правила
Участвует две команды на поле размером обычно 128×47,5 м с мячом 183 см в диаметре и весом 22,7 кг.
Команды имеют, как правило, по одиннадцать игроков в каждой: пять нападающих, два левых защитника, два правых защитника и два вратаря. Ворота состоят из двух вертикальных палок 5,5 м высотой, стоящих на расстоянии в 6,1 м друг от друга, с закреплённой поверх них перекладиной в 2,1 м от земли. Игра длится в течение двух периодов с перерывом. Попадание шара под перекладину даёт 5 очков, перелёт через неё — 8. Приземление позади ворот даёт 2 очка атаковавшей стороне.

## История
Игра была изобретена М. Г. Крейном из Ньютона, Массачусетс, в 1894 году и была введена в Гарвардском университете в следующем году, но так и не получила какой-либо значительной известности. В Великобритании первый регулярный матч состоялся в Хрустальном дворце в 1902 году между командами с восемью игроками. Английские правила несколько отличались от тех, которые использовались в Соединённых Штатах.
Конная версия пушбола появилась в 1902 году в Академии верховой езды Дерлэнда в Нью-Йорке и игралась в Англии на Военном Турнире. В конной версии всадник к мячу прикасаться не может.
В России впервые описание пушбола было дано в журнале Огонек в 1902 году (№ 48, с.382). Пушбол входил в программу 1 Всесоюзной спартакиады 1928 года.